# Rodrigo Pacheco Carrillo
Rodrigo Daniel Pacheco Carrillo (Lima, 14 de enero de 1983) es un deportista peruano que compitió en bádminton, en las modalidades individual y dobles mixto. Ganó tres medallas en los Juegos Panamericanos, en los años 2007 y 2011.

## Palmarés internacional
| Juegos Panamericanos | Juegos Panamericanos    | Juegos Panamericanos | Juegos Panamericanos |
| Año                  | Lugar                   | Medalla              | Prueba               |
| -------------------- | ----------------------- | -------------------- | -------------------- |
| 2007                 | Río de Janeiro (Brasil) | Medalla de bronce    | Individual           |
| 2007                 | Río de Janeiro (Brasil) | Medalla de bronce    | Dobles mixto         |
| 2011                 | Guadalajara (México)    | Medalla de bronce    | Dobles mixto         |